# Las Huelgas
|  | Per a altres significats, vegeu «Monestir de Las Huelgas Reales». |

El Reial Monestir de las Huelgas o simplement las Huelgas és un monestir cistercenc fundat el 1187 pel Elionor d'Anglaterra i Alfons VIII de Castella. Està situat a 1,5 km a l'occident de la ciutat de Burgos (Espanya), una mica retirada del riu Arlanzón, en un terreny pla que antigament estava ocupat per hortes i prats i que era conegut com a las Huelgas a causa que la gent del lloc hi acudia per distreure's i passar les estones de lleure (holgar).

## Història

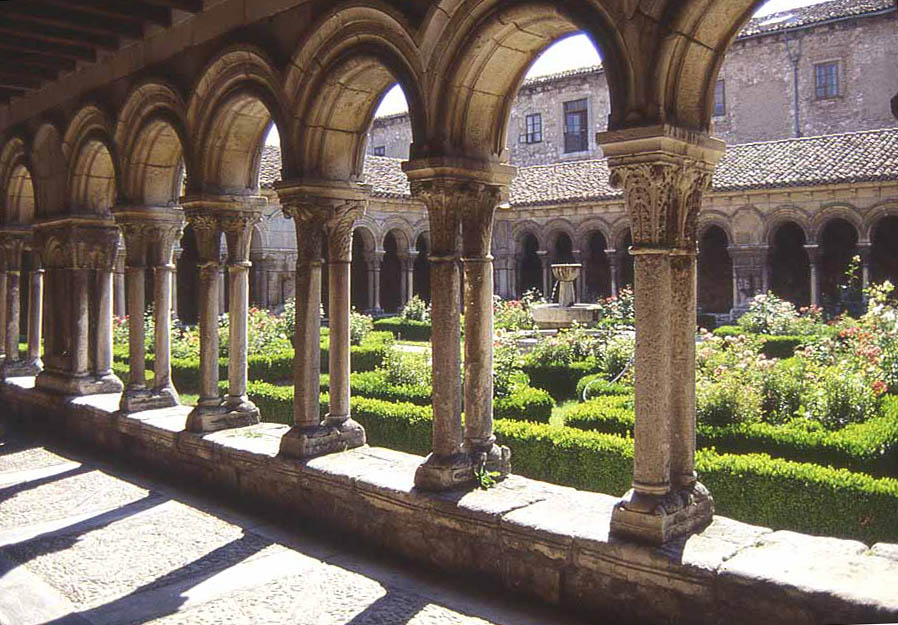
El claustre romànic anomenat Las claustrillas

Anteriorment hi havia hagut un petit palau, del qual es conserven alguns vestigis. Elionor de Plantagenet (o d'Anglaterra) i el seu espòs Alfons VIII van fundar el monestir cistercienc femení entre 1175 i 1187. La data exacta de la fundació és incerta, sovint es pren 1187, data d'un acte en le qual Alfons VIII confirma una sèrie de conacions. La reina Elionor va redoblar els esforços per aquesta fundació amb l'objectiu que les dones poguessin assolir els mateixos nivells de comandament i responsabilitat que els homes, almenys dins la vida monàstica. El papa Climent III aprobar la fundació en una butlla del 2 de gener de 1188. Els reis van donar prop de cinquanta llocs que van constituir des del principi un important patrimoni que es multiplicaria amb el temps. Es conserva la carta fundacional del rei que comença dient:
Jo, Alfonso, per la gràcia de Déu, rei de Castella i Toledo, i la meva dona, la reina senyora Elionor...
Cîteaux va atorgar a aquest monestir el dret a instituir-se com a matrem ecclesiam que s'equipara així al gran monestir francès de Fontevrault. El 1199 esdevé la casa mare dels monestirs femenins de Castella i de Lleó.
La vida del monestir va començar amb un grup de monges que van arribar des de Tulebras (Navarra) on hi havia des del 1149 el primer monestir cistercenc femení de la península, conegut com a Monestir de Santa María de la Caridad. Les dues primeres abadesses van ser, la infanta de sang reial Misol (o Mariasol) i la infanta Constanza, filla dels reis fundadors. L'abadessa de las Huelgas va gaudir d'una autonomia i poder tan elevats que només depenia del papa i era per sobre de la cúria episcopal. L'abadessa, com a dona, no podia confessar, dir missa ni predicar, però era ella qui donava les llicències perquè els sacerdots fessin aquests treballs. La concessió era donada en nom de Déu i de la Seu Apostòlica. Era propietària d'una senyoria material i jurídica. La distinció material estava composta per:
- 54 viles
- terres
- molins
- exempcions fiscals de pontazgo, portazgo i montazgo.

La distinció jurídica tenia el seu propi fur, les lleis del qual en el tema civil i criminal dirigia i vigilava l'abadessa. Podien nomenar alcaldes i exercien la jurisdicció sobre un bon nombre de monestirs, les abadesses dels quals eren nomenades per l'abadessa de las Huelgas.
Tots els privilegis es van mantenir intactes a través dels segles fins al segle xix que van ser suprimits pel papa Pius IX (1792-1878).
Durant l'edat mitjana  s'hi organitzaven cerimònies tan importants com la de coronar reis i armar cavallers. Entre els cavallers armats abans de ser reis figuren Ferran III el Sant, Eduard I d'Anglaterra, Alfons XI de Castella, Pere I el Cruel (que a més va néixer a la torre defensiva de l'edifici) i Joan II. Els reis coronats aquí van ser el mateix Alfons XI i el seu fill Enric II de Trastàmara. També va tenir gran importància com a panteó reial i de nobles, amb magnífics sepulcres molts dels quals van ser profanats durant la Guerra de la Independència Espanyola.
En l'actualitat aquest monestir està governat per monges cistercenques. Té deu habitacions per a retir espiritual de dones que el sol·licitin. L'abadessa actual no té comandaments ni privilegis especials civils ni jurídics. Tant ella com la comunitat de monges es dediquen a l'oració i a atendre unes mínimes possessions.

## Arquitectura del monestir
És un monestir ampli i complex, amb aspecte de fortalesa, amb dependències que s'hi van afegir al llarg dels segles, com els habitatges tradicionals dels criats i els clergues, les cases de l'administració i les escoles. Tot el recinte era emmurallat. Es conserven dues portes: una per al públic, que condueix al Compás de Afuera i una altra dita d'Alfons XI, que condueix al Compás de Adentro; que és la porta de servei per a les monges.
Van començar les obres a final del segle xii i van continuar en el xiii. Existeixen documents en els quals s'anomena un mestre Ricardo que va intervenir en la construcció. La part més antiga correspon al claustre romànic conegut amb el nom de les claustrillas, després li segueix en el temps l'església, de corrent protogòtica, i el claustre de San Fernando que és clarament d'estil gòtic, amb voltes de guix mudèjar.
Pot veure's per diferents punts del complex monàstic l'emblema heràldic del rei constructor, el castell, que apareix a la torre, a timpans i muntants de les portes.

### L'església
L'edifici de l'església segueix el model cistercenc amb tres naus allargades, més la nau del creuer, que en aquest cas té un mur de separació amb la resta de l'església a causa de la condició de clausura. S'aparta de la severitat cistercenca en l'ornamentació arquitectònica, amb elements molt particulars que demostren la influència francesa, com en les voltes angevines de planta quadrada i en les columnetes volades sobre una lleixa. Es creu que la reina Elionor va manar portar des d'Angers algun dels arquitectes. Aquest tipus d'arquitectura va crear escola a la comarca burgalesa i la van imitar a la capçalera de la Catedral de Santa Maria de Burgos, la catedral d'El Burgo de Osma, Sasamón i d'altres.
La façana septentrional està formada per 19 arcs apuntats disposats de dos en dos entre robustos contraforts. A la paret del braç del creuer s'obre una rosassa.
A l'interior destaca la volta angevina del creuer, de planta quadrada, amb vuit arcs formers, dues diagonals i uns altres dos en els eixos, que componen la volta sexpartida cupuliforme. Les capelles absidals que estan enganxades a la major també responen a l'estil angeví. Es creu que aquesta obra es va fer entre 1180 i 1215 amb artistes de la reina Elionor, mentre que la resta va ser de 1215 a 1220 amb els mestres francesos de Ferran III.
Al presbiteri s'hi contempla el gran retaule del segle xviii, obra de l'arquitecte Policarpo de Lanestosa, l'escultor Juan de Pobes i el dorador Pedro Guillén. Adornat amb columnes salomòniques, té en la part central la imatge de l'Assumpció i a l'àtic el Calvari albergat en una petxina molt adornada amb nombrosos àngels músics. Sobre el mur de l'Epístola (mur sud) hi ha l'orgue barroc. El púlpit és de ferro forjat i està muntat sobre un suport que li permet girar de manera que les monges poguessin escoltar millor el predicador des de la clausura.
A les naus longitudinals del que era la clausura hi ha els nombrosos sepulcres d'infants i reis. Alfons VIII va voler fer d'aquesta església un panteó reial. S'han pogut conservar molts d'aquests rics enterraments i molts d'altres es van perdre en espolis, guerres i barbàrie.

### Els sepulcres
Tenir un panteó de reis era un dels principals motius del rei Alfons VIII per a edificar aquest monestir. Ell mateix hi volia  ser enterrat al costat de la seva dona. A tota l'església poden veure's força sepulcres de la família real, uns més artístics i d'altres més pobrament adornats, però tots de gran importància històrica. Aquests enterraments van sofrir un greu espoli durant l'època de l'ocupació de les tropes franceses de Napoleó el segle xix. Molts s'han pogut recuperar però l'aixovar que es conservava dins, al costat del cadàver, està perdut. Sols es va salvar el del senyor Fernando de la Cerda, les seves robes intactes es guarden al museu de Telas. Els més importants són:
- Aquells que estan a l'atri, abans d'entrar a l'església per la porta gòtica. Són dels segles xiii i xiv i es creu que contenen enterraments de cavallers morts en la batalla de les Navas de Tolosa.
- Sepulcre d'Enric I de Castella, fill d'Alfons VII i Elionor de Plantagenet, mort el 1217 a l'edat de 13 anys, després d'haver sofert una intervenció en el crani. S'explica que li va caure a sobre una gran teula que li va ocasionar una ferida mortal. Es troba a la nau de l'Evangeli (nau nord).
- Sepulcre del senyor Fernando de la Cerda fill d'Alfons X el Savi, hereu al tron però va morir abans que el seu pare el rei. És en pedra policromada, amb ornamentació de símbols heràldics. Es va trobar intacte i sense saquejar i van poder extreure's les millors peces de vestits medievals que es custodien en l'actualitat al Museu de Teles Medievals, ubicat en l'antic magatzem del monestir.
- Sepulcre d'una infanta Elionor. És petit i molt ben cisellat, de finals del segle xii, romànic.
- Sepulcres dels reis fundadors, a la nau central, de pedra amb ornamentació heràldica amb els castells del rei i els 3 lleons de la reina. Les seves tapes són de doble vessant. Es recolzen sobre pedestal custodiat per quatre lleons.
- Sepulcre de la senyora Constanza, filla dels reis fundadors i segona abadessa del monestir.
- Sepulcre del senyor Sancho, fill de Ferran III el Sant, que va ser arquebisbe de Toledo.
- Sepulcres units de la senyora Berenguela (filla de Ferran III), amb sumptuosa decoració i de la senyora Blanca de Portugal amb decoració heràldica en mudèjars entrellaçats.
- Sepultura llisa d'Anna d'Àustria, morta el 1629, filla bastarda del senyor Joan d'Habsburg i Blomberg i neta de Carles I d'Espanya, que va ser abadessa d'aquest monestir. Anteriorment va ser al convent de Madrigal de les Altas Torres, on va protagonitzar un fet insòlit al costat del famós pastisser de Madrigal, immortalitzat per l'escriptor espanyol José Zorrilla a la seva obra Traïdor, inconfés i màrtir.

### Les Claustrillas
Anomenen així el petit claustre antic, de planta rectangular, que va pertànyer al monestir fundat el 1187. Quan es va crear l'altre claustre de San Fernando, les monges van utilitzar aquest espai per al seu propi esbarjo i meditació. Es creu que l'autor de l'obra va ser el mestre Rodrigo que va deixar altres obres per aquestes terres.
Cada costat presenta 12 arcs que es recolzen sobre columnes apariades amb capitells allargats, entre romànics i gòtics, amb ornamentació vegetal molt estilitzada. A les cantonades i centre de cada costat s'interromp l'arcuació amb pilars que contenen capitells ricament elaborats.

### Claustre de San Fernando
Va ser construït cap al primer quart del segle xiii. Les seves galeries estan cobertes per voltes de mig canó, reforçades per arcs que es recolzen en mènsules de decoració vegetal cap a l'interior i llisses cap a l'exterior. En algunes zones es conserven restes d'ornamentació en guix mudèjar policromades amb motius de paons, heràldica, atauriques i enflocadures. Cada costat està recorregut per arcuacions apuntades amb arcs agrupats de tres en tres. Al costat sud està el refectori i a l'oest hi havia el magatzem, destinat en l'actualitat al museu de Teixits. En el costat est es troba la sala capitular.
En aquest claustre poden admirar-se algunes portades de fusta, sobretot una d'origen musulmà, del segle xi, procedent de la conquesta d'Almeria.

### La sala capitular
La sala capitular del claustre de San Fernando a costat del clautre com en tots els monestirs de monjos cistercencs, però  aquest és especial per l'altura i esveltesa que la fa molt més àmplia i lluminosa. El pis de dalt que sol estar ocupat pel dormitori es desplaça en aquest cas en ocupar el seu espai la part alta d'aquesta sala.
Està construïda sobre quatre suports centrals que divideixen la sala en nou trams i nou perfectes voltes. Els suports són cossos cilíndrics que estan envoltats de vuit columnes exemptes i monolítiques. Aquest nucli cilíndric està esbocinat per filats horitzontals monolítics, demostrant l'originalitat constructiva dels mestres francesos que hi van intervenir. Els nervis de la volta arrenquen d'uns anells o mènsules també monolítics i sense treballar. La volta és de creueria, d'estil francès amb la particularitat de tenir cada plement d'una sola pedra. La porta d'accés és esbocada, de diversos arcs apuntats llaurats amb dents de serra.
En aquesta sala s'exhibeixen diverses peces de valor històric i artístic, com l'anomenat Pendón de les Navas (referit a la batalla de les Navas de Tolosa), que no és cap estendard sinó un tapís que decorava la tenda del cabdill àrab. Està decorada a més amb diversos tapissos flamencs i en una vitrina es guarda una carta de santa Teresa.